# Mine (film, 2016)
Pour plus de détails, voir Fiche technique et Distribution.
Mine est un thriller italo-américain écrit et réalisé par Fabio Guaglione et Fabio Resinaro, sorti en 2016.

## Synopsis
Après une tentative d'assassinat ratée, un sniper d'élite, Mike Stevens, est traqué par l'ennemi et doit traverser un champ de mines dans le désert saharien. Après avoir assisté à la mort de son équipier qui explose sous ses yeux et entendu un déclencheur sous ses pieds, il comprend qu'il est piégé sur une mine. Seul et fatigué, sous le soleil brûlant, il doit survivre 52 heures avant que l'armée ne vienne le secourir.

## Fiche technique
- Titre : Mine
- Réalisateur et scénario : Fabio Guaglione et Fabio Resinaro
- Producteur : Peter Safran
- Photographie : Sergi Vilanova
- Montage : Matteo Santi, Fabio Guaglione et Filippo Mauro Boni
- Musique : Luca Balboni et Andrea Bonini
- Société de production : The Safran Company, Roxbury, Sun Film et Mine Canarias
- Sociétés de distribution : Eagle Pictures et Well Go USA Entertainment
- Distributeur France :
- Langue : anglais
- Genre : thriller
- Dates de sortie :
  -  Italie : 6 octobre 2016
  -  États-Unis : 7 avril 2017
  -  France : 8 août 2017 (DVD)

## Distribution
- Armie Hammer (VF : Jérémy Prévost) : Mike Stevens
- Annabelle Wallis (VF : Sylvie Jacob) : Jenny, la fiancée de Mike
- Tom Cullen (VF : Julien Sibre) : Tommy Madison
- David Traylor (VF : Frédéric Popovic) : le major
- Clint Dyer (VF : Frantz Confiac) : le berbère
- Geoff Bell (VF : Vincent Ropion) : le père de Mike
- Juliet Aubrey (VF : Patricia Piazza) : la mère de Mike